# Ближнє (Волноваський район)
Бли́жнє — село (до 2011 року — селище) Волноваської міської громади Волноваського району Донецької області, Україна.

## Загальні відомості
Відстань до райцентру становить близько 9 км і проходить автошляхом Т 0512.

## Населення

### Мова
Розподіл населення за рідною мовою за даними перепису 2001 року:
| Мова            | Кількість | Відсоток |
| --------------- | --------- | -------- |
| російська       | 535       | 60.04%   |
| українська      | 331       | 37.15%   |
| грецька         | 22        | 2.47%    |
| інші/не вказали | 3         | 0.34%    |
| Усього          | 891       | 100%     |

За даними перепису 2001 року населення села становило 891 особу, з них 37,15 % зазначили рідною мову українську, 60,04 % — російську та 2,47 % — грецьку мову.

## Уродженці
- Іван Ордець — футболіст, захисник московського динамо